# Офелія Беркс
Офелія Беркс (англ. Ophelia Burks; 25 жовтня 1903 — 27 вересня 2018) — американська довгожителька, чий вік був підтверджений Групою геронтологічних досліджень (GRG). На момент смерті вона була найстарішою живою людиною у США. Вона також входила в топ 70 найстаріших людей у світі. Померла у віці 114 років, 337 днів, вона не дожила всього 28 днів, до свого 115-річчя.

## Біографія
Офелія Беркс народилася 25 жовтня 1903 року в Готоні, округ Босьєр, Луїзіана, США. Її батька звали Френк Вільямс, а матір Мері Енн Гартман. У неї було вісім сестер і троє братів.
Школу закінчити не змогла, оскільки її родина не мала достатньо грошей, щоб купити шкільне приладдя. В 11 років часто ходила до церкви. Вийшла заміж за фермера Принца Беркса, у пари було 5 дітей. Чоловік помер у віці 94 роки у 1989 році.
Після смерті Делфін Ґібсон 9 травня 2018 року Беркс стала найстарішою підтвердженою живою людиною в США. Була останньою відомою людиною, що жила в США, яка народилася в 1903 році.
Офелія Беркс померла у Готоні, штат Луїзіана, США, 27 вересня 2018 року у віці 114 років і 337 днів, всього за місяць до свого 115-річчя.